# AFW
AFW is een historisch Duits motorfietsmerk.
De bedrijfsnaam was: Allgemeine Fahrzeug Werke GmbH, Brake, Westfalen.
Dit was een klein bedrijf dat ontstond in Gleina (Sachsen) maar al snel naar Brake verhuisde. Het was een van de vele (honderden) kleine Duitse merken die ontstonden in de eerste helft van de jaren twintig, maar het slechts enkele jaren volhielden. Zoals de meeste van deze merkjes gebruikte men inbouwmotoren, in het geval van AFW 246cc-Hansa-kopklepmotoren die in eigen frames werden gemonteerd. De productie begon in 1923, maar AFW was een van de meer dan 150 merken die in 1925 weer verdwenen.